# Selleslagh Racing Team

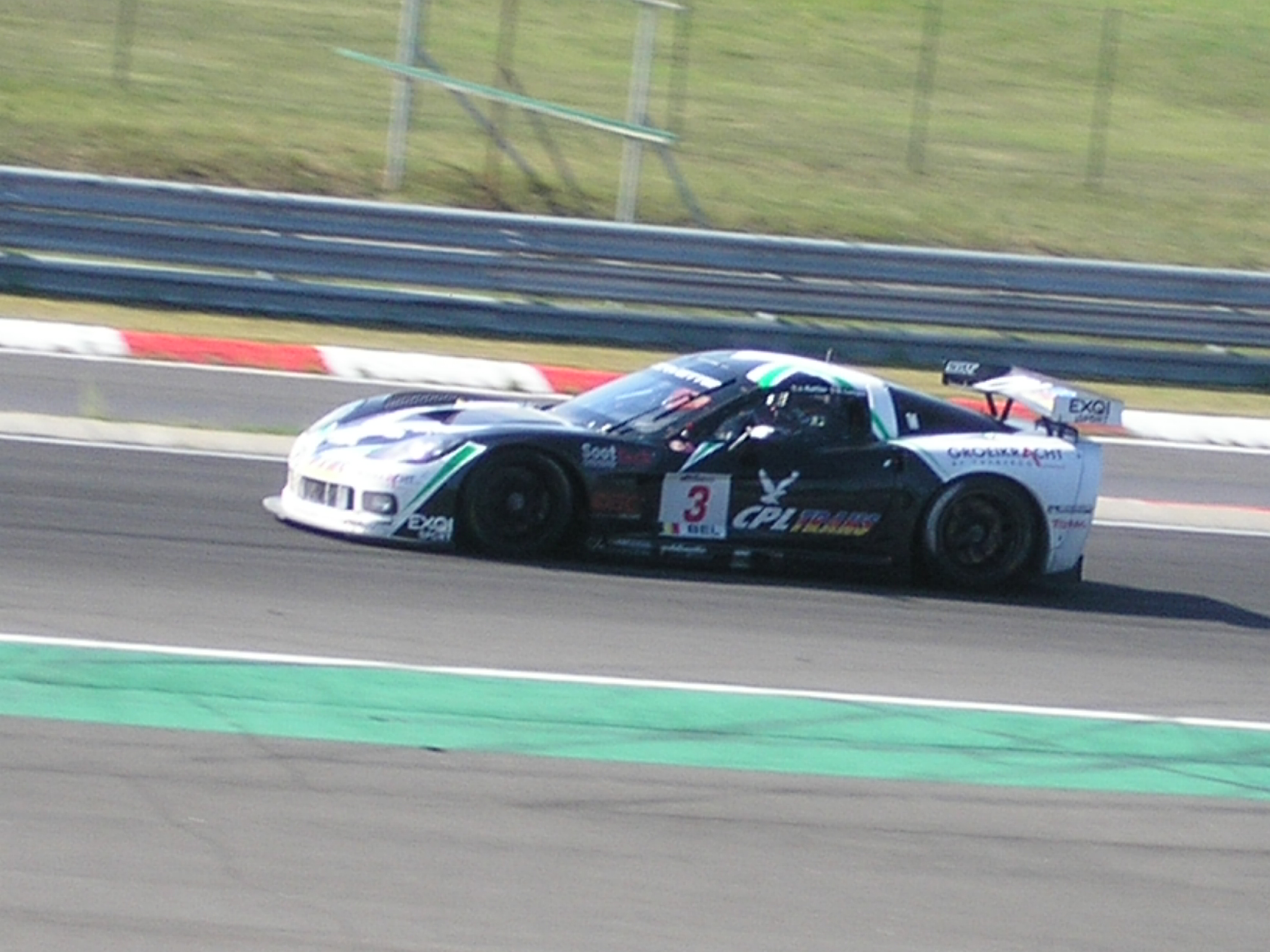
La Corvette C6.R de FIA GT 2009

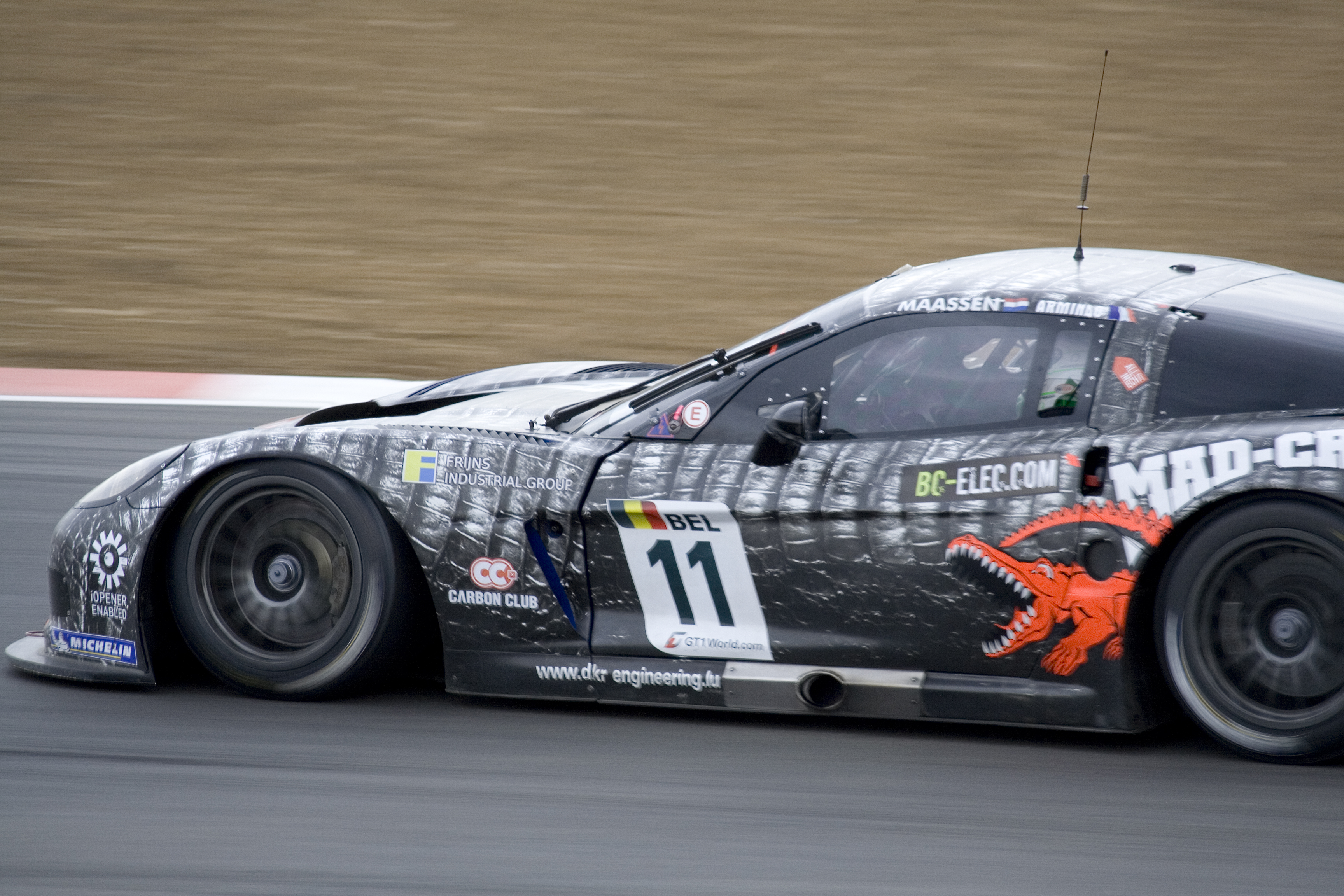
La Corvette C6.R Mad-Croc de FIA GT1 2010

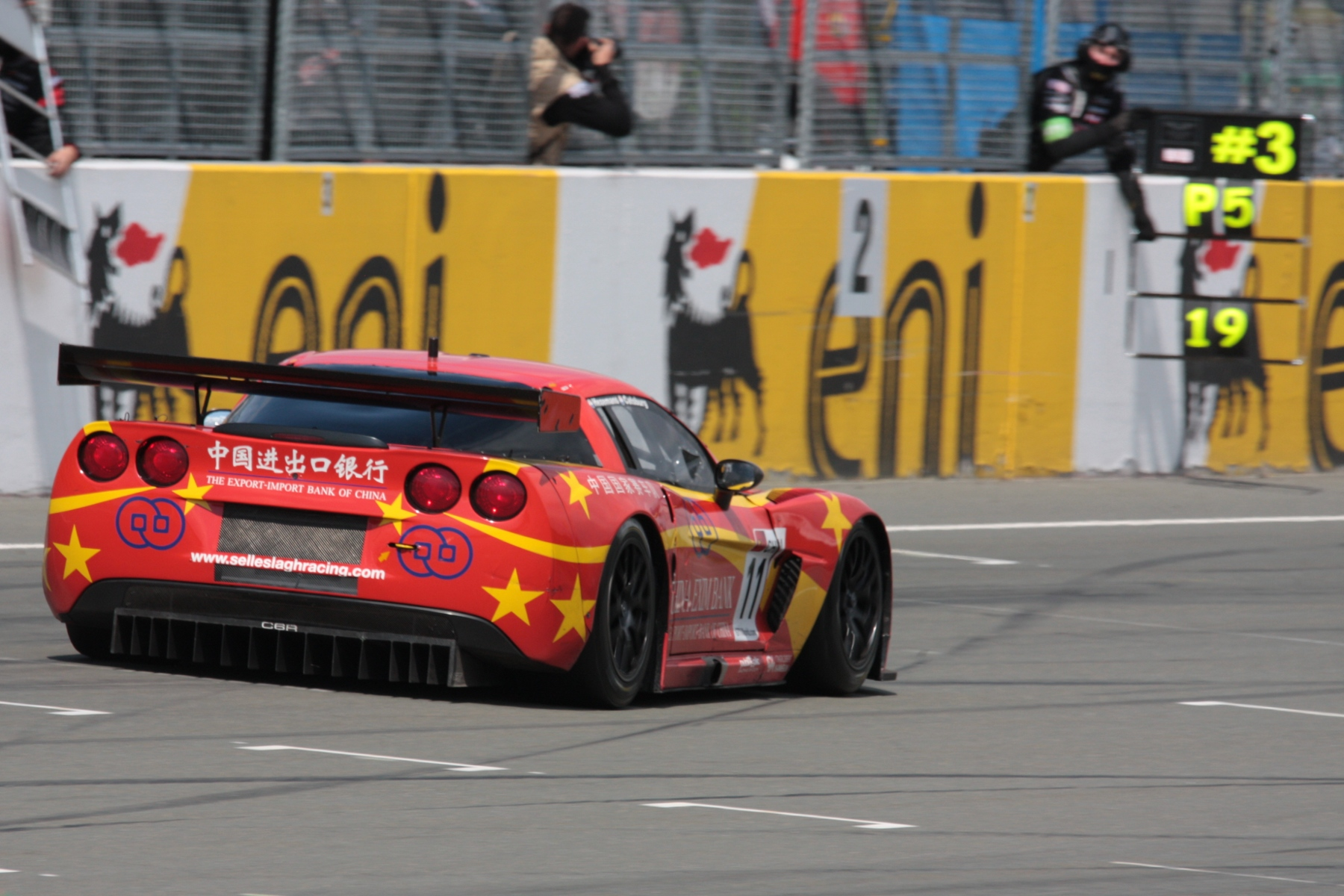
La Corvette C6.R de FIA GT1 2011

Selleslagh Racing Team (ou SRT), est une écurie belge de sport automobile basée à Merchtem en Région flamande et fondée par Patrick Selleslagh. Elle a participé au Championnat de Belgique de Grand Tourisme,  au Championnat de France FFSA GT et au Championnat du monde FIA GT1.
Depuis 2003, l'écurie est entièrement liée à la Chevrolet Corvette avec l'aide de Pratt & Miller.

## Historique
Après avoir participé au Championnat FIA GT, c'est en s'alliant à DKR Engineering que l'équipe participe au Championnat du monde FIA GT1 sous le nom de Mad-Croc Racing. Toutefois en 2011, c'est avec sa propre équipe qu'elle s'engage mais sous la bannière chinoise et le nom d'Exim Bank Team China. L'année suivante l'écurie Mühlner Motorsport reprend le nom de ce sponsor pour engager des Porsche 911 GT3-R dans le même championnat.
L'écurie a cessé son activité fin 2011 en raison du changement de réglementation qui ne lui permettait plus d'aligner la Chevrolet Corvette.

## Palmarès
- Championnat de Belgique de Grand Tourisme
  - Champion en 2005 avec Marc Goossens
  - Quatre victoires en 2005 avec Marc Goossens et David Hart[3]
  - Une victoire en 2006 avec Christophe Bouchut et Jan Heylen[3]

- 24 Heures de Zolder
  - Vainqueur en 2005 avec Marc Goossens, David Hart, Guy Verheyen et Jan Heylen
  - Vainqueur en 2006 avec Marc Duez, Maxime Soulet, Tom Cloet et David Hart

- Championnat de France FFSA GT
  - Victoire à Lédenon en 2008 avec Bruno Hernandez et Marcel Fässler
  - Victoire au Val de Vienne en 2008 avec Bruno Hernandez et Soheil Ayari
  - Victoire à Magny-Cours en 2009 avec Wilfried Merafina et Jean-Philippe Dayraut
  - Victoire au Paul-Ricard en 2009 avec Éric Cayrolle et Stéphane Richelmi

- Championnat FIA GT
  - Victoire à Monza en 2008 avec Christophe Bouchut et Xavier Maassen
  - Victoire à Portimão en 2009 avec Bert Longin et James Ruffier

- Championnat du monde FIA GT1
  - Double victoire à San Luis en 2011 avec Yelmer Buurman et Francesco Pastorelli

## Pilotes et anciens pilotes
- Soheil Ayari
- Roland Bervillé
- Christophe Bouchut
- Éric Cayrolle
- Laurent Cazenave
- Tom Cloet
- Jean-Philippe Dayraut
- Marcel Fässler
- Oliver Gavin
- Marc Goossens
- David Hart
- Bruno Hernandez
- Jan Heylen
- Bert Longin
- Xavier Maassen
- Wilfried Merafina
- Stéphane Richelmi
- James Ruffier
- Patrick Selleslagh
- Maxime Soulet
- Guy Verheyen